# Městský stadion v Horním parku
Městský stadion v Horním parku (do roku 2007 Stadion v Husových sadech) je fotbalový stadion ve Znojmě. Je to víceúčelový stadion, který má i atletickou dráhu. Používá se především pro fotbalové zápasy domácího celku 1. SC Znojmo. Stadion je určen pro 2 599 sedících diváků. Vlastníkem stadionu je město Znojmo. Rozměry hřiště jsou 105 × 68 m. Stadion splňuje kromě minimální kapacity veškeré parametry pro 1. českou fotbalovou ligu.
Fotbalisté 1. SC Znojmo postoupili poprvé jako vítěz Fotbalové národní ligy 2012/13 do Gambrinus ligy 2013/14. Jelikož domácí stadion nesplňoval podmínky pro první ligu, klub tak neobdržel profesionální licenci od FAČR. Znojemští tedy hráli svá domácí utkání během ročníku 2013/14 na stadionu Srbská v Brně. Městské zastupitelstvo Znojma rozhodlo o rekonstrukci stadionu v Horním parku. Rekonstrukcí prošla hlavní tribuna a zázemí, ochozy za bránou a sektor hostí. Stadion dostal nový vyhřívaný trávník a umělé osvětlení se sklápěcím systémem. Po rekonstrukci za finanční podpory Ministerstva školství, mládeže a tělovýchovy a Jihomoravského kraje v roce 2014 stadion splňoval parametry i pro zápasy mládežnických reprezentací.
Nedaleko se nachází Hostan aréna Znojmo (zimní stadion).
O výstavbu stadionu se velkou mírou zasloužil český sokol, sportovec a pedagog Felix Hampapa. 